# Любаша (фільм)
«Любаша» — радянський художній фільм 1978 року, знятий на Кіностудії ім. О. Довженка за однойменною повістю Василя Матушкина.
У 1979 році на XII Всесоюзному кінофестивалі в Ашхабаді фільм був відзначений Другим призом в розділі дитячих фільмів і  Призом глядачів.

## Сюжет
Дія фільму відбувається в роки Німецько-радянської війни. Незабаром після відходу батька на фронт помирає мати — і діти залишаються одні. І тоді чотирнадцятирічна Любаша бере на себе турботу про молодших братів і сестричок. Дівчинка працює поштаркою, разом з односельцями переживає загибель чоловіків, що пішли на війну і вірить в Перемогу.

## У ролях
- Олена Холодова — Любаша Єгорова, старша сестра
- Микола Лаврентьєв — молодший брат Любаші
- Сергій Бєлов — молодший брат Любаші
- Тетяна Фірсик — Марійка, молодша сестра Любаші
- Федір Панасенко — Флегонт Якимович, інвалід, голова колгоспу
- Марія Маркова — баба Мотря, сусідка Любаші
- Римма Маркова — Сергіївна, колгоспниця
- Сергій Кічигін — Миколка, син Сергіївни
- Борис Бронников — Андрій Єгоров, батько Любаші, сапер
- Ірина Бразговка — Настя, молода жінка, солдатка з дітьми
- Світлана Зайцева — тітка Поліна
- Федір Батманов — дідусь Яків, колгоспник, візник
- Віктор Мірошниченко — поранений в руку моряк
- В епізодах і масових сценах жителі Касимовського району Рязанської області
- Російські народні пісні в обробці Дмитра Покровського виконує фольклорний ансамбль Росконцерта

## Знімальна група
- Режисер-постановник — Олександр Муратов
- Сценаристи — Василь Матушкин, Олександр Муратов
- Оператор-постановник — Олександр Яновський
- Художник-постановник — Михайло Раковський
- Режисер: Володимир Рудін
- Оператор: Майя Степанова
  - Асистенти оператора: В. Гавпчук, Віктор Лисак, А. Москаленко
- Звукооператор: З. Копистинська
- Режисер монтажу: Єлизавета Рибак
- Комбіновані зйомки: Микола Шабаєв
- Редактор: Марина Меднікова
- Директор картини: Дмитро Бондарчук